# Massimiliano Guglielmo di Brunswick-Lüneburg
Massimiliano Guglielmo di Brunswick-Lüneburg (Bad Iburg, 13 dicembre 1666 – Vienna, 16 luglio 1726) è stato un principe e militare tedesco.

## Biografia
Era figlio dell'elettore Ernesto Augusto di Brunswick-Lüneburg e della principessa Sofia del Palatinato e nacque nel castello di Iburg vicino Osnabrück.
Per parte di madre, si trovò ad essere erede al trono d'Inghilterra, Irlanda e Scozia. Sua nonna materna infatti era Elisabetta Stuart, figlia del re Giacomo I d'Inghilterra. Con la morte senza figli dell'ultimo sovrano Stuart, Anna d'Inghilterra, venne sancito con l'Act of Settlement che a succedere al trono inglese fossero i discendenti protestanti di Sofia del Palatinato. Non essendo Massimiliano il primogenito, divenne re suo fratello maggiore Giorgio I.
Intraprese la carriera militare raggiungendo la carica di Maresciallo. Comandò le truppe Hannover durante la guerra di successione spagnola e partecipò, sotto la guida di Eugenio di Savoia, alla battaglia di Blenheim.
Non si sposò mai e non ebbe figli.

## Ascendenza
|                                              |                            |                                | Genitori                        |  |  | Nonni |  |  | Bisnonni                                   |  |  | Trisnonni                       |  |
|                                              |                            |                                |                                 |  |  |       |  |  | Guglielmo il Giovane di Brunswick-Lüneburg |  |  | Ernesto I di Brunswick-Lüneburg |  |
|                                              |                            |                                |                                 |  |  |       |  |  | Guglielmo il Giovane di Brunswick-Lüneburg |  |  | Ernesto I di Brunswick-Lüneburg |  |
|                                              |                            | Sofia di Meclemburgo-Schwerin  |                                 |  |  |       |  |  | Guglielmo il Giovane di Brunswick-Lüneburg |  |  |                                 |  |
| Giorgio di Brunswick-Lüneburg                |                            |                                |                                 |  |  |       |  |  | Guglielmo il Giovane di Brunswick-Lüneburg |  |  |                                 |  |
|                                              |                            | Dorothea di Danimarca          | Cristiano III di Danimarca      |  |  |       |  |  |                                            |  |  |                                 |  |
|                                              |                            | Dorothea di Danimarca          | Cristiano III di Danimarca      |  |  |       |  |  |                                            |  |  |                                 |  |
|                                              |                            | Dorothea di Danimarca          | Dorotea di Sassonia-Lauenburg   |  |  |       |  |  |                                            |  |  |                                 |  |
| Ernesto Augusto di Brunswick-Lüneburg        |                            | Dorothea di Danimarca          |                                 |  |  |       |  |  |                                            |  |  |                                 |  |
|                                              |                            | Luigi V d'Assia-Darmstadt      | Giorgio I d'Assia-Darmstadt     |  |  |       |  |  |                                            |  |  |                                 |  |
|                                              |                            | Luigi V d'Assia-Darmstadt      | Giorgio I d'Assia-Darmstadt     |  |  |       |  |  |                                            |  |  |                                 |  |
|                                              |                            | Luigi V d'Assia-Darmstadt      | Maddalena di Lippe              |  |  |       |  |  |                                            |  |  |                                 |  |
| Anna Eleonora di Assia-Darmstadt             |                            | Luigi V d'Assia-Darmstadt      |                                 |  |  |       |  |  |                                            |  |  |                                 |  |
|                                              |                            | Maddalena di Brandeburgo       | Giovanni Giorgio di Brandeburgo |  |  |       |  |  |                                            |  |  |                                 |  |
|                                              |                            | Maddalena di Brandeburgo       | Giovanni Giorgio di Brandeburgo |  |  |       |  |  |                                            |  |  |                                 |  |
|                                              |                            | Maddalena di Brandeburgo       | Elisabetta di Anhalt-Zerbst     |  |  |       |  |  |                                            |  |  |                                 |  |
| Massimiliano Guglielmo di Brunswick-Lüneburg |                            | Maddalena di Brandeburgo       |                                 |  |  |       |  |  |                                            |  |  |                                 |  |
|                                              | Federico IV del Palatinato | Luigi VI del Palatinato        |                                 |  |  |       |  |  |                                            |  |  |                                 |  |
|                                              | Federico IV del Palatinato | Luigi VI del Palatinato        |                                 |  |  |       |  |  |                                            |  |  |                                 |  |
|                                              | Federico IV del Palatinato | Elisabetta d'Assia             |                                 |  |  |       |  |  |                                            |  |  |                                 |  |
| Federico V del Palatinato                    | Federico IV del Palatinato |                                |                                 |  |  |       |  |  |                                            |  |  |                                 |  |
|                                              |                            | Luisa Giuliana d'Orange-Nassau | Guglielmo I d'Orange            |  |  |       |  |  |                                            |  |  |                                 |  |
|                                              |                            | Luisa Giuliana d'Orange-Nassau | Guglielmo I d'Orange            |  |  |       |  |  |                                            |  |  |                                 |  |
|                                              |                            | Luisa Giuliana d'Orange-Nassau | Carlotta di Borbone-Montpensier |  |  |       |  |  |                                            |  |  |                                 |  |
| Sofia del Palatinato                         |                            | Luisa Giuliana d'Orange-Nassau |                                 |  |  |       |  |  |                                            |  |  |                                 |  |
|                                              |                            | Giacomo I d'Inghilterra        | Enrico Stuart, Lord Darnley     |  |  |       |  |  |                                            |  |  |                                 |  |
|                                              |                            | Giacomo I d'Inghilterra        | Enrico Stuart, Lord Darnley     |  |  |       |  |  |                                            |  |  |                                 |  |
|                                              |                            | Giacomo I d'Inghilterra        | Maria Stuart                    |  |  |       |  |  |                                            |  |  |                                 |  |
| Elisabetta Stuart                            |                            | Giacomo I d'Inghilterra        |                                 |  |  |       |  |  |                                            |  |  |                                 |  |
|                                              |                            | Anna di Danimarca              | Federico II di Danimarca        |  |  |       |  |  |                                            |  |  |                                 |  |
|                                              |                            | Anna di Danimarca              | Federico II di Danimarca        |  |  |       |  |  |                                            |  |  |                                 |  |
|                                              |                            | Anna di Danimarca              | Sofia di Meclemburgo-Güstrow    |  |  |       |  |  |                                            |  |  |                                 |  |
|                                              |                            | Anna di Danimarca              |                                 |  |  |       |  |  |                                            |  |  |                                 |  |